# Антикліналь Вельд-Артуа

Геологічна мапа Англії та Франції з позначенням антикліналі Вельд-Артуа

Антикліналь Вельд-Артуа — велика антикліналь, яка розташована між регіонами Вельд в південній Англії і Артуа на північному сході Франції. Утворена в ході альпійського орогенезу, в кінці олігоцену та середнього міоцену.  Мульда утворена в результаті підйому близько на 180 метрів, хоча фактичний підйом може бути менший в результаті одночасної ерозії. 
Центр антикліналі складені породами верхньої юри і нижньої крейди. Крила складені породами верхньої крейди.

## Утворення Англійського каналу

Прорив передльодовикового озера Доггерланду

Дослідження Гупта та ін. (2007)  довели, що Англійський канал був створений в результаті ерозії, викликаної двома великими повенями. Перша повінь відбулася близько 425,000 років тому, коли льодовикова гребля озера в південній частині Північного моря переповнилась і вода зруйнувала крейдяне пасмо антикліналі Вельд-Артуа під час катастрофічної ерозії і повені.  Після цього Темза і Шельда прямували через прохід в Англійський канал, але Маас і Рейн й надалі прямували на північ. Друга повінь відбулась близько 225,000 років тому, Маас і Рейн були перегороджені льодовиковою греблею з півночі утворюючи озеро, гребля на півдні була зруйнована катастрофічною повінню через високий слабкий бар'єр (можливо з крейди або з льодовикової морени). Обидві повені прямували сухим дном Англійського каналу.
Останній раз центр антикліналі був суходолом під час останнього льодовикового періоду (110-12 тис. років тому) і був затоплений 8 000 років тому.